# Maison de Schwarzbourg
Pour les articles homonymes, voir Schwarzbourg.
La maison de Schwarzbourg, qui remonte au moins au XIe siècle, est l'une des plus anciennes familles d'Allemagne. Issue de la haute noblesse thuringienne, le centre de son fief, qui est d'abord un comté, est le château de Schwarzbourg. Dans le Saint Empire romain, à partir de 1599, les comtés de Schwarzbourg-Rudolstadt et de Schwarzbourg-Sondershausen ont le statut d'États souverains ; plus tard, ils sont élevés au rang de principautés. Ce statut perdurera jusqu'à la révolution allemande de 1918-1919, à travers les vicissitudes de l'histoire allemande.

## Histoire

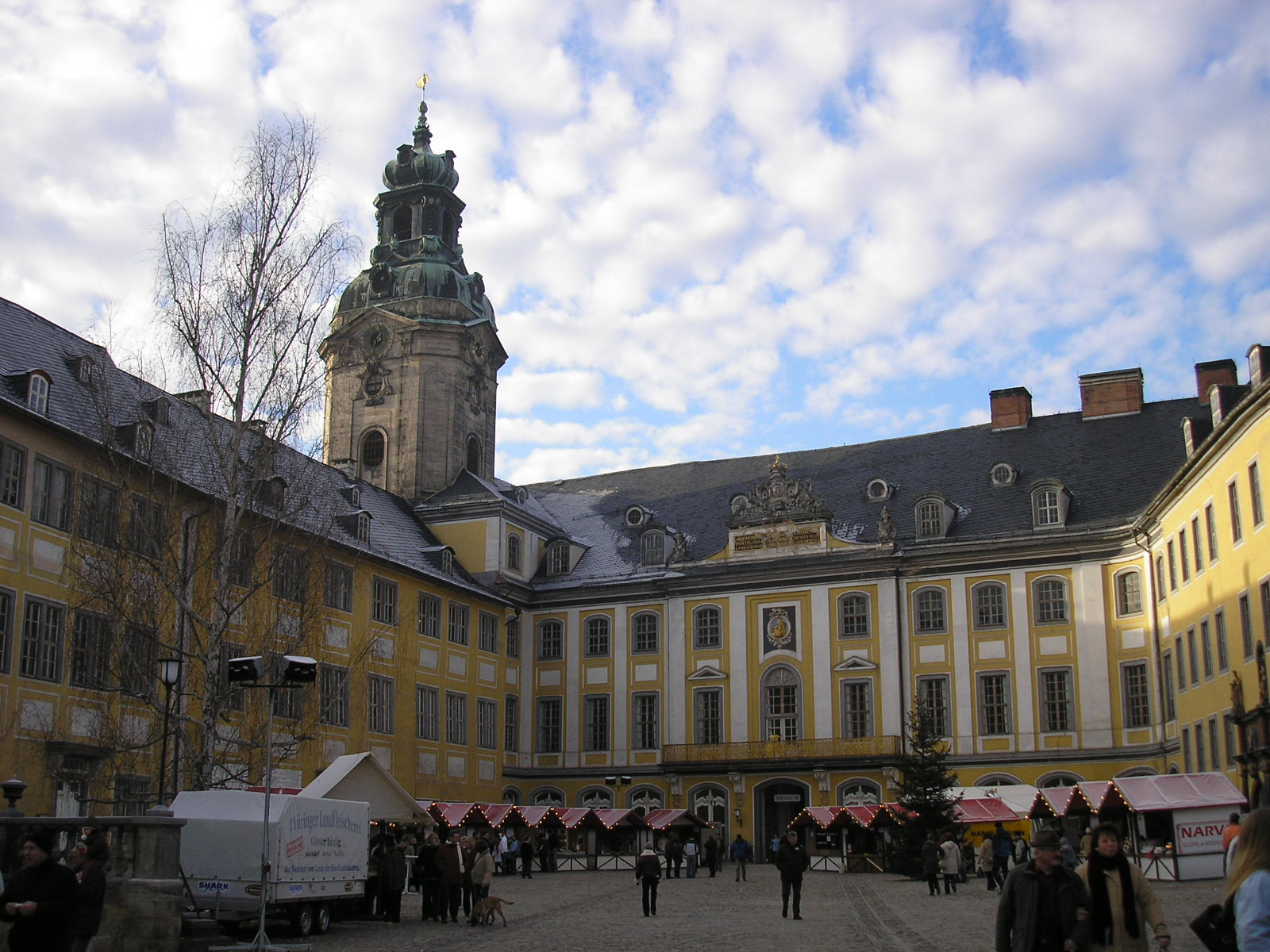
Château de Heidecksburg, Rudolstadt

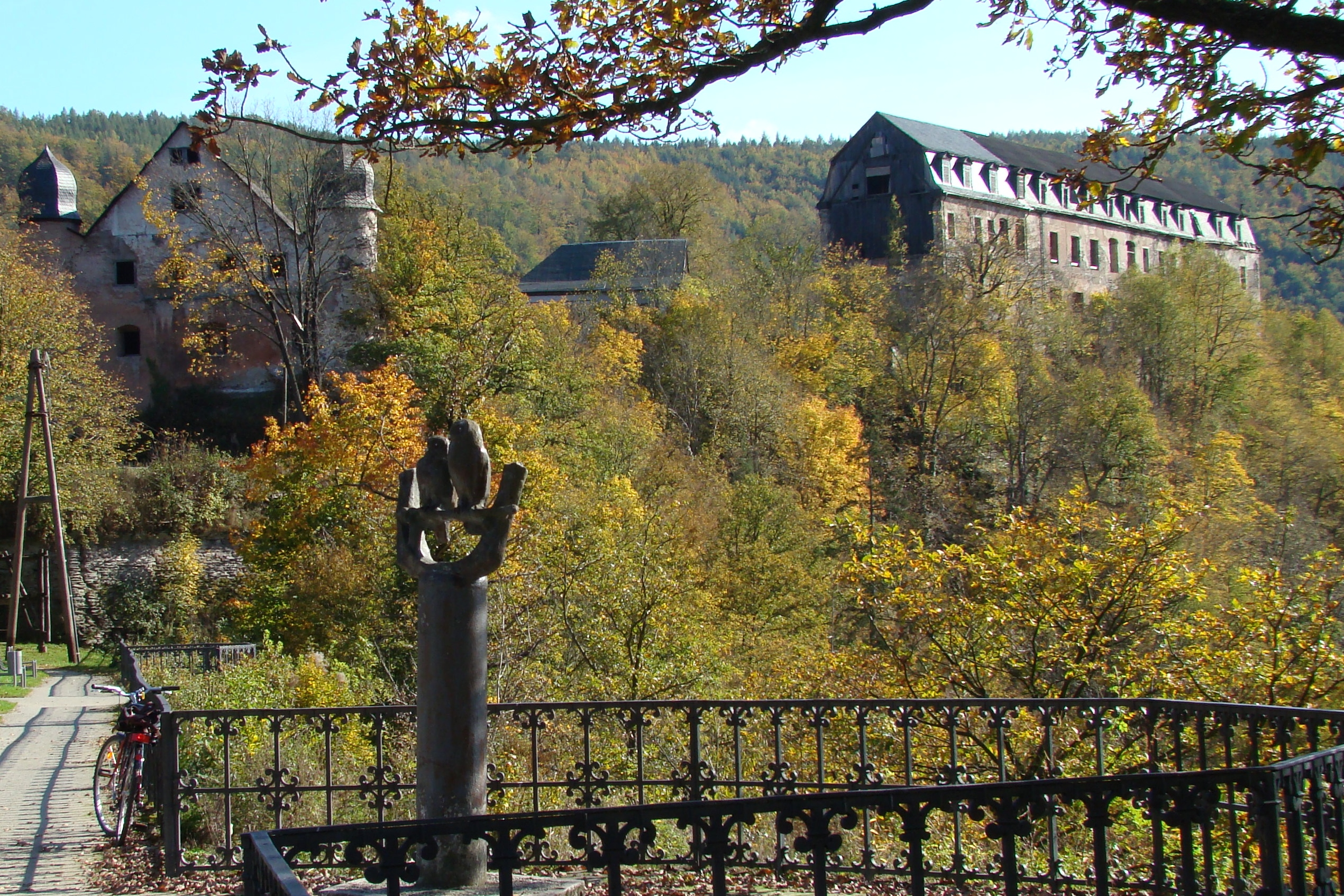
Château de Schwarzbourg

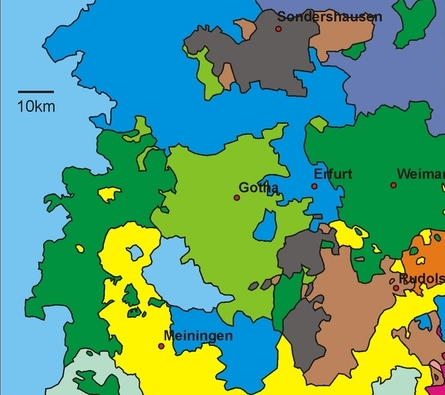
Schwarzbourg-Rudolstadt, Schwarzbourg-Sondershausen

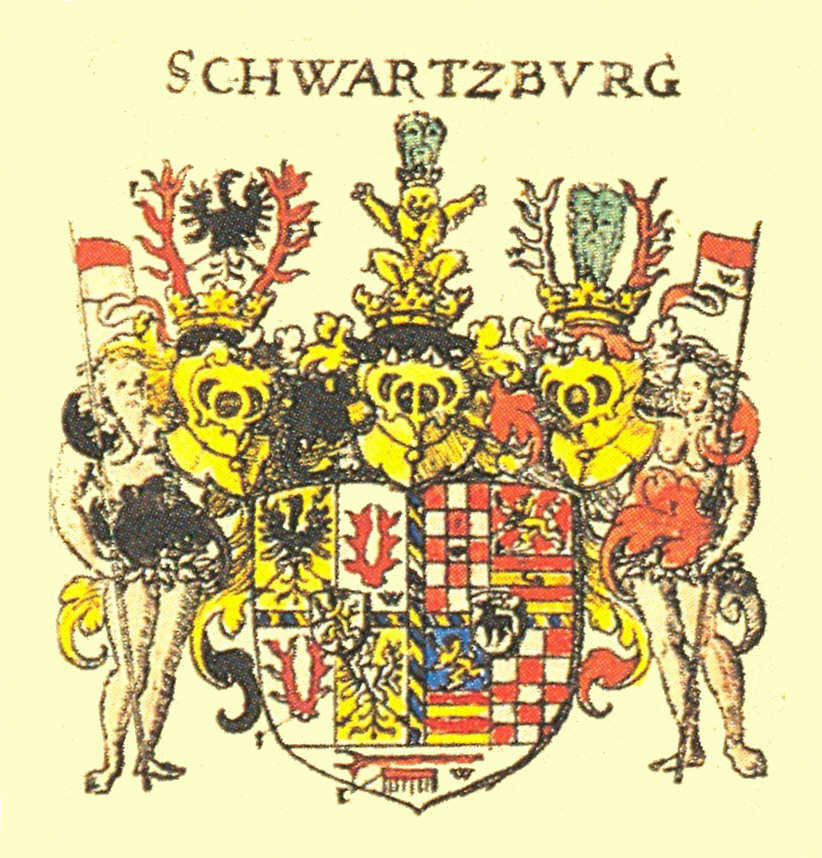
Schwarzburg

### Origines de la maison
Selon la tradition, la famille de Schwarzbourg descendait d'un certain Sizzo qui vivait en Thuringe vers l'an 1000, probablement un parent de l'ermite Gunther († 1045). Ses ancêtres s'étaient établis quelques siècles auparavant ; un autre noble nommé Gundhareus a déjà été mentionné dans une lettre du pape Grégoire II adressée au missionnaire Boniface de Mayence en 722. Ils régnèrent sur la région autour de la ville actuelle d'Arnstadt au pied de la forêt de Thuringe où ils firent ériger le château de Kevernbourg (ou Käfernbourg) au XIe siècle.
Le lieu de Schwarzbourg est mentionné pour la première fois sous la forme Swartzinburg dans un acte de l'archevêque Annon II de Cologne en 1071. Le fondateur de la dynastie est Sizzo III († 1160), fils du comte Gunter († 1109) et de son épouse issue de la famille du prince Iaropolk de Kiev. Dans un document délivré par l'archevêque Adalbert de Mayence en 1123, il s'appelait « comte de Schwarzbourg » pour la première fois. Il épousa Gisèle, une fille du comte Adolphe Ier de Berg. En 1152, il a fondé l'abbaye de Georgenthal.
Le comte Henri Ier, fils aîné de Sizzo III, régna sur Schwarzbourg et sur la moitié de Stadtilm ; de son mariage avec une fille du comte Hermann II de Winzenbourg, il n'y a d'héritiers masculins. Après sa mort en 1184, la maison est dirigée par son frère Gunther II († 1197) qui a épousé en premières noces Getrude, fille du margrave Conrad Ier de Misnie. Il céda les châteaux de Schwarzbourg et de Blankenbourg à son fils aîné Henri II qui continue la lignée, tandis que le fils cadet Gunther III est la souche des Kevernbourg, branche éteinte en 1383. Leur frère Albert fut consacré archevêque de Magdebourg en 1205.
Le comte Henri II de Schwarzbourg-Blankenbourg régna de 1197 jusqu'à sa mort en 1236. Il épousa Irmgarde, fille du comte Siegfried III de Weimar-Orlamünde ; dans le conflit qui opposait Philippe de Souabe à son cousin Otton de Brunswick pour gagner le trône du roi des Romains, il a soutenu les Hohenstaufen et a combattu contre les troupes du landgrave Hermann Ier de Thuringe. Son fils Gunther VII († 1274) accompagna l'empereur Frédéric II dans la sixième croisade en 1228 ; à partir de 1248, il a combattu durant la guerre de Succession de Thuringe.
Au début du XIVe siècle, les comtes furent propriétaires de vastes possessions le long des rivières Gera et Saale s'étendant de Rudolstadt jusqu'aux villes de Schlotheim et Frankenhausen au nord. En 1349, le comte Gunther XXI de Schwarzbourg-Blankenbourg est élu antiroi par le parti opposé à Charles IV de Luxembourg.
Le comté de Schwarzbourg est un ancien État du Saint-Empire romain germanique de 1195 à 1595, quand il fut divisé en Schwarzbourg-Rudolstadt et Schwarzbourg-Sondershausen. Il appartenait à la maison de Schwarzbourg. Il faisait partie du cercle de Haute-Saxe. Le château de Schwarzbourg est mentionné pour la première fois en 1071. Selon le chroniqueur Lambert de Hersfeld, il fut reconstruit en 1123 par le comte Sizzo III de Käfernbourg (Kevernbourg) qui prit le titre de « comte de Schwarzbourg ».

### Fondation des deux lignées
En 1197, Henri II, le petit-fils de Sizzo, divisa son héritage avec son frère Günther III et fit de Schwarzbourg sa résidence. Son territoire comprenait également le château voisin de Blankenbourg. Le comté fut divisé plusieurs fois parmi ses successeurs jusqu'en 1538 quand le comte Günther XL le Riche réussit à réunir dans sa main tous les territoires du comté, dont Frankenhausen et Rudolstadt. Gunther meurt en 1552 et son héritage est de nouveau divisé ultérieurement en 1584, entre ses deux fils :
- Johann Günther Ier recevant le territoire autour d'Arnstadt, qui forme plus tard le Schwarzbourg-Sondershausen et fonde la lignée du même nom ;
- Albert VII recevant le Schwarzbourg-Rudolstadt et fonde la lignée du même nom.

Cette partition est entérinée en 1599 par le traité d'Ilm lorsque Albert VII procède avec ses quatre neveux à un règlement définitif entre les deux lignés.
Les deux branches obtiennent par la suite le rang de prince, la première en 1697, la seconde en 1710. La maison de Schwarzbourg est réunifiée en 1909 par l'extinction de la branche d'Arnstadt. La principauté devient une république en 1918 et est absorbée par la Thuringe en 1920. La maison de Schwarzbourg s'est éteinte en 1971.

## Comtes de Schwarzbourg et de Kevernbourg
- Sizzo Ier (-1005)
- Sizzo II (-1075)
- Günther Ier (-1109)
- Sizzo III (1109-1160)
- Günther II (1160-1197)
- Henri II (1197-1236), comte de Schwarzbourg-Blankenbourg
- Günther VII (1236-1274)
- Günther IX (1274-1289)
- Günther XII (1289-1308)
- Henri VII (1308-1324)

division du comté
- Henri XXXI (1473-1526)
- Günther XL (1526-1552)
- Günther XLI (1552-1583)
  - Johann Günther Ier de Schwarzbourg-Sondershausen (1583-1586)
  - Albert VII (1583-1605)